# Pseudochalcura frustrata
Pseudochalcura frustrata är en stekelart som beskrevs av John M. Heraty 1986. Pseudochalcura frustrata ingår i släktet Pseudochalcura och familjen Eucharitidae. Inga underarter finns listade i Catalogue of Life.